# Ala dos Namorados (álbum)
Ala Dos Namorados é o álbum de estreia da banda portuguesa Ala dos Namorados.
Contém 15 faixas e foi lançado em 1994 pela editora EMI.
Apenas dois temas não instrumentais não têm letras de João Monge. São eles "Rosa negra", escrito por Margarida Gil e "Princesa desalento" que é um poema musicado da poetisa portuguesa Florbela Espanca, incluído no "Livro de Sóror Saudade", que remonta a 1919.
Dois temas deste trabalho fizeram parte de filmes com títulos homónimos:  "Rosa Negra" (1992) de Margarida Gil
e "Ao Sul"(1995) de Fernando Matos Silva
Ao todo, 4 canções ("Ao Sul","Fado da rádio ", "Loucos de Lisboa", "Princesa desalento" e "Troca pingas") viriam a ser escolhidas para fazer parte do primeiro álbum ao vivo da banda, Solta-se o Beijo, lançado em 1999.
Já o segundo trabalho ao vivo, de 2004, Ala dos Namorados Ao Vivo No São Luiz, apenas foram escolhidos os temas "Ao Sul", "Loucos de Lisboa" e "Rosa negra", com este último a aparecer apenas no DVD.
Quanto à compilação Ala Dos Namorados - Grandes Êxitos, de 2006, podem ser encontrados 4 temas deste álbum de estreia ("Lisboa ausente", "Chão salgado", "Troca pingas" e "No principio") que podem, no entanto, ser considerados de menor projecção.

## Faixas
Todas as faixas por João Monge e João Gil, exceto onde anotado.
1. "Lisboa ausente" - 2:54
2. "Ao Sul" - 4:32
3. "A morte do artista" (João Monge/Manuel Paulo) - 3:02
4. "Fado da rádio (intro)" - 1:28
5. "Fado da rádio " - 3:12
6. "Loucos de Lisboa" - 3:23
7. "Rosa negra" (Margarida Gil/João Gil) - 3:41
8. "Princesa desalento (intro)" (Manuel Paulo) - 1:26
9. "Princesa desalento" (Florbela Espanca/Manuel Paulo) - 2:48
10. "Estrela/Gomes Freire" (Instrumental) (José Moz Carrapa) - 3:30
11. "A menina e os valetes" (João Monge/Manuel Paulo) - 2:35
12. "Chão salgado" (João Monge) - 3:00
13. "Troca pingas" (João Monge/Manuel Paulo) - 2:54
14. "Uma noite no Coliseu" - 4:54
15. "No principio" - 2:03